# 美美芋螺
美美芋螺（学名：Conus memiae）为芋螺科芋螺屬下的一个种。